# Maurice Dekobra
Maurice Dekobra, właśc. Ernest Maurice Tessier (ur. 26 maja 1885 w Paryżu, zm. 1 czerwca 1973 tamże) – francuski pisarz, dziennikarz „Le Figaro”, autor popularnych romansów awanturniczych (m.in. Madonna sleepingów z 1925).
W latach 20. i 30. XX wieku stał się jednym z najbardziej znanych pisarzy francuskich jako "pisarz wywrotowy". W późniejszych latach jego twórczość odeszła w zapomnienie, lecz jego książki zostały przetłumaczone na 77 języków, np. Kazimierz Nałęcz-Rychłowski przetłumaczył trzy jego książki – Książę Seliman, Dama w wagonie sypialnym, Purpurowa gondola – na język polski. W 1951 wszystkie jego utwory zostały wycofane z polskich bibliotek oraz objęte cenzurą.